# Casa Chaloner
La casa Chaloner es una casa histórica ubicada en 3 Pleasant Street, Lubec (Maine), Estados Unidos. Fue construida en varias etapas y culminada aproximadamente en 1818. Es una de las pocas edificaciones que todavía conserva el estilo federal en Lubec. También se le considera un ejemplo temprano de una casa de huéspedes, un tipo de vivienda que es poco común en el este de Maine. La casa fue incluida en el Registro Nacional de Lugares Históricos en 2007.
La casa posee un gran valor histórico y arquitectónico según la Comisión de Preservación Histórica de Maine. El propietario de la casa se dedica a su conservación, aunque no posee los recursos para administrarla. Prácticamente está desocupada y sujeta a una hipoteca inversa.

## Descripción e historia
La casa está ubicada más al norte de Pleasant Street, cerca del extremo noreste de la península de Lubec. Se trata de una estructura de madera que se compone de ocho bahías de ancho, ubicada en un lote inclinado que proporciona un nivel completo para sus tres bahías. Tiene un estilo muy similar a una casa Saltbox, con la parte trasera del techo inclinada hacia el primer piso. La fachada principal se divide en dos partes, el izquierdo de cinco tramos y el derecho de tres. Los cinco tramos de la izquierda tienen la entrada en su centro, flanqueados por ventanas laterales y pilastras, y rematados por un entablamento y una cornisa. Las habitaciones interiores en la parte delantera de la casa todavía conservan un estilo federal propio de la época, incluida la carpintería y las chimeneas, aunque muchas de estas últimas han sido bloqueadas.
Cuando William Chaloner compró la propiedad en 1817, es casi seguro que ya había una casa en el sitio; esta era una estructura de tres o cinco bahías, que puede o no haber tenido la adición de saltbox en la parte trasera. Chaloner tuvo once hijos con dos esposas entre 1810 y 1835, y probablemente fue responsable de ampliar la casa que compró a su tamaño actual. Aparentemente, también había huéspedes: las cifras del censo de 1820 y 1830 muestran una gran cantidad de hombres de entre 16 y 45 años que habitaron en su casa. Chaloner perdió la propiedad en una subasta relacionada con deudas en 1834, y desde entonces ha servido como vivienda unifamiliar o residencia multifamiliar.